# LMP — Угорська партія зелених
LMP — Угорська партія зелених (угор. LMP — Magyarország Zöld Pártja), раніше Політика може бути іншою — політична партія в Угорщині, заснована 26 лютого 2009 року на базі кількох неурядових організацій. Ідеологічною основою партійної політики є концепція сталого розвитку. Партія підтримує розвиток громадянського суспільства, захисту довкілля і боротьбу з корупцією. Управління LMP здійснює колективне керівництво з 13 осіб.
На виборах у Європарламенту 2009 року партія отримала 2,61 % голосів, а за результатами виборів в Угорщині в квітні 2010 року увійшла в національний парламент, отримавши 16 місць з 386 — 5 місць за територіальними списками і 11 — по національному списком.
LMP є спостерігачем в Європейській партії зелених.